# Luis de Quijada

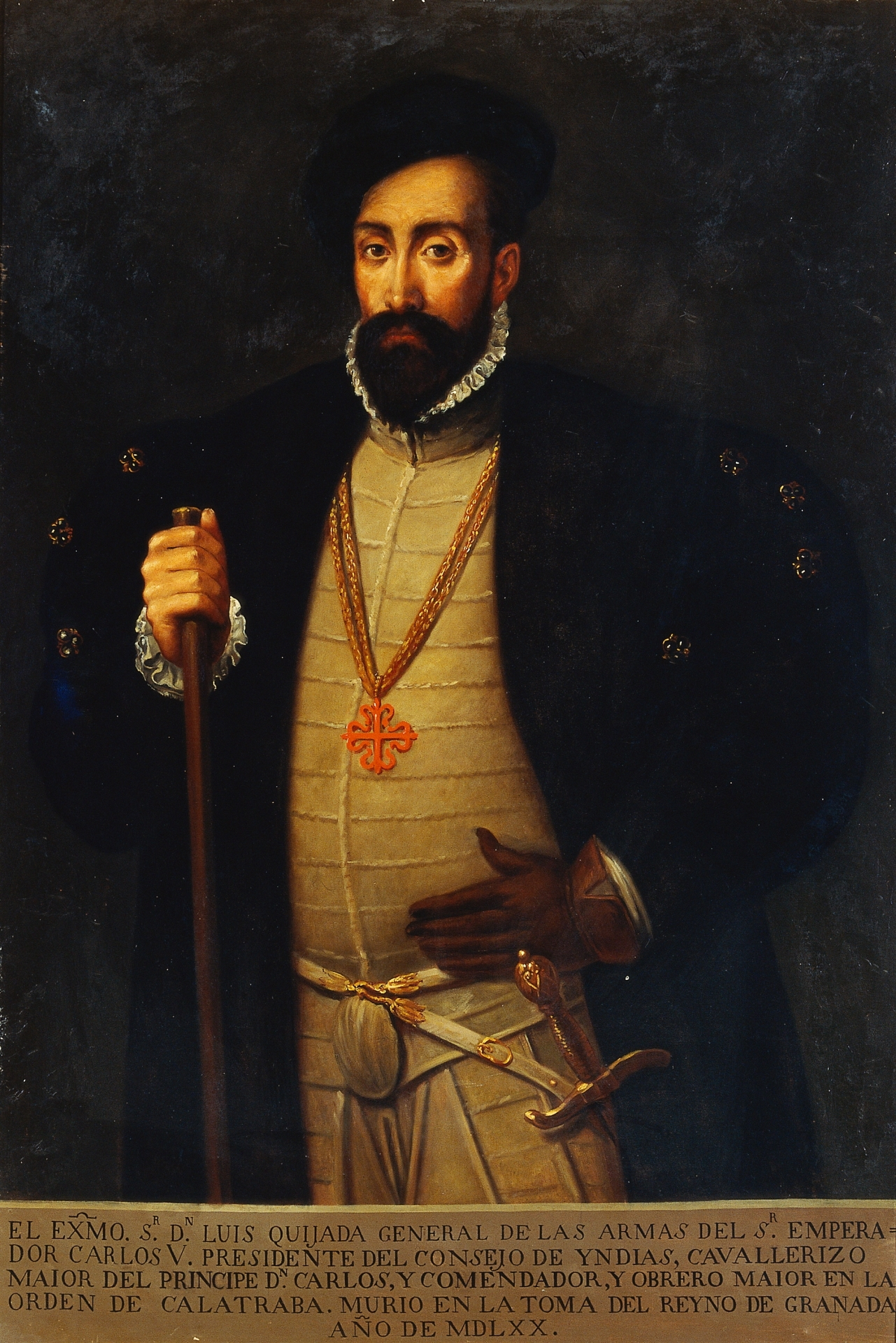
Retrato de Luis Méndez Quijada (copia realizada en 1877 por Manuel San Gil y Villanueva de un original hoy desaparecido), Museo del Prado, Madrid, depositado en la Real Academia de la Historia.

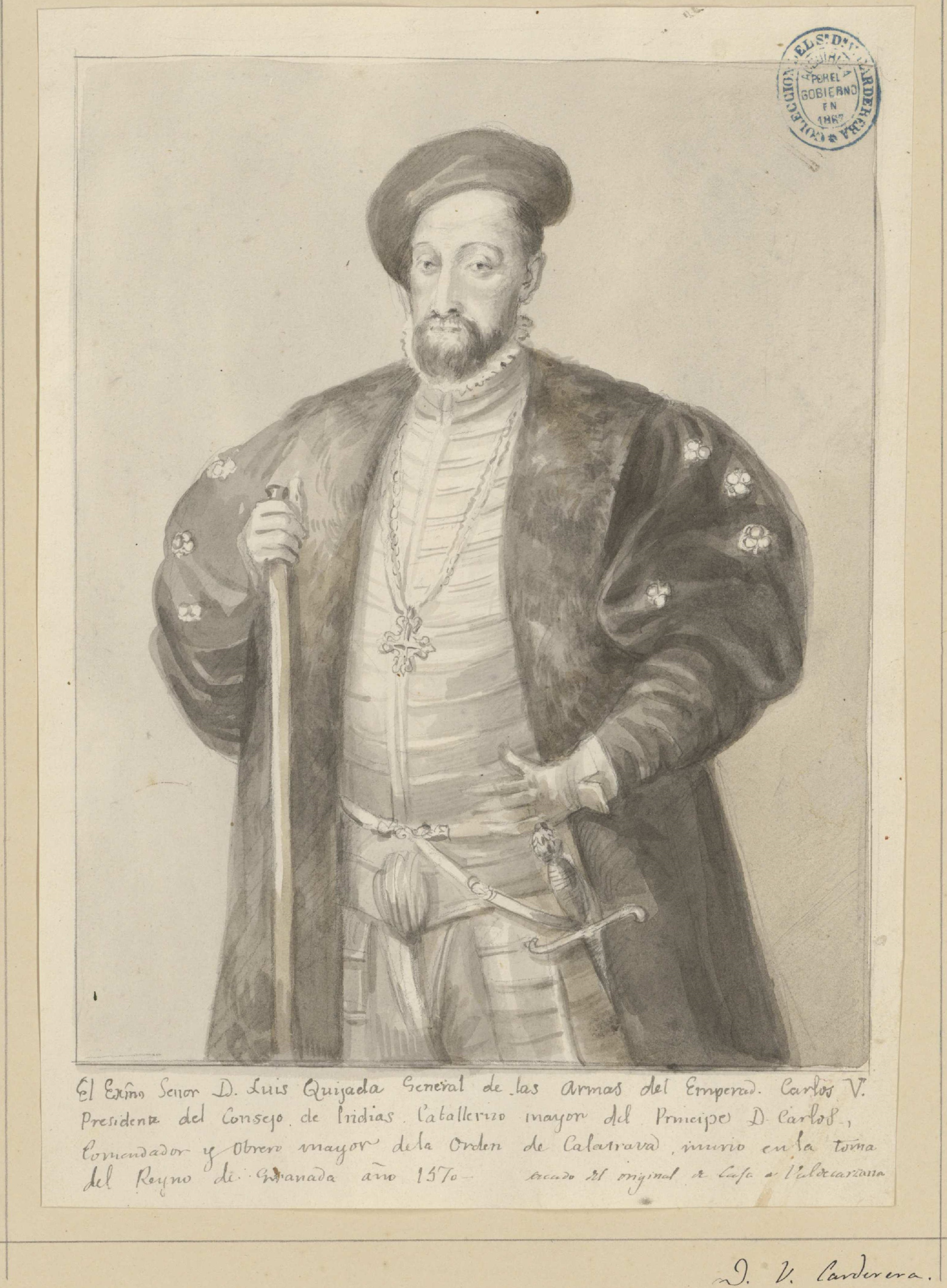
Valentín Carderera, Retrato de Luis Quijada, dibujo a pincel, pluma y aguadas grises. Biblioteca Nacional de España. Inscripción manuscrita: «El Exmo Señor D. Luis Quijada, General de las Armas del Emperad. Carlos V. / Presidente del Consejo de Indias, Caballero mayor del Príncipe D. Carlos, / Comendador y Obrero mayor de la Orden de Calatrava, murió en la toma / del Reyno de Granada año 1570. Sacado del original de Casa de Valdecarzana».

Luis Méndez de Quijada (¿?, mediados del siglo XVI-Caniles (Granada), 25 de febrero de 1570) fue mayordomo del emperador Carlos V, consejero de Estado y Guerra y presidente del Consejo de Indias, señor de Villagarcía de Campos, Villamayor de Campos y Santa Eufemia del Arroyo,

## Biografía
Hijo de Gutierre de Quijada, señor de Villargarcía de Campos, que ya estuviera al servicio del emperador Carlos V, y de María Manuel, hija de Luis Méndez de Figueredo y de Violante de las Casas, prima del conde de Urueña, por lo que empezó su carrera al servicio del emperador desde muy temprana edad, como miembro de la caballeriza de la Casa de Borgoña entre 1520 y 1531. En 1534 ya aparece como caballerizo. 
Acompañó a Carlos en varias campañas militares en el norte de África, Italia, Flandes, Alemania y Francia. Durante la campaña de África, en 1535 fue nombrado capitán durante la campaña de Túnez y más tarde capitán general de la Infantería española.
En junio de 1556 fue nombrado mayordomo del emperador.
En 1549 se casó con Magdalena de Ulloa y en 1550 recibió licencia del emperador para vivir en Villagarcía de Campos, cabeza de su señorío.
Fue el primero en conocer la auténtica ascendencia de don Juan de Austria, al que se llamó Jeromín durante su infancia. Quijada mantuvo el secreto —incluso frente a su esposa— durante toda la vida del emperador, y asegurándose de su cuidado, primero bajo el cuidado del vihuelista Francisco Massy y de su mujer Ana de Medina en Leganés, Madrid y después del fallecimiento de Massy, lo crio desde 1554 en su residencia de Villagarcía de Campos junto a su esposa Magdalena. El matrimonio, al no tener hijos propios, trató al infante secreto como si fuera su propio hijo. 
En octubre de 1556, el emperador Carlos I, desembarcó en Laredo y mandó llamar a Quijada para que le acompañara durante el largo viaje hasta su retiro en el Monasterio de Yuste. Quijada terminó trasladándose junto con su familia al cercano pueblo de Cuacos de Yuste hasta la muerte de Carlos I.
En 1559, Felipe II le nombró ayo de su hermanastro Juan de Austria, y le hizo caballerizo mayor de su hijo el príncipe Carlos. 

### Consejo de Estado y Consejo de Indias
Fue nombrado consejero de Estado y Guerra en agosto de 1564, coincidiendo con la entrada en ese Consejo de los príncipes Don Carlos y Don Juan de Austria, como parte de su proceso de aprendizaje. También en 1564 recibió la encomienda de Moral de Calatrava, de la Orden de Calatrava.
El 21 de mayo de 1568 fue promovido a la presidencia del Consejo de Indias, y poco después como tal tuvo que presidir, junto a Mateo Vázquez, secretario del cardenal Espinosa y a Antonio de Padilla, presidente del Consejo de las Órdenes, la Junta Magna que fue convocada por Felipe II con el fin de tomar medidas respecto a la administración de los dominios de América, que estaba resultando problemática por haber sido desatendida su supervisión desde España.

### Fallecimiento
Poco después fue llamado por Felipe II para acompañar a su pupilo D. Juan de Austria, que entonces contaba con poco más de veinte años, a colaborar en el sofocamiento de la llamada Rebelión de las Alpujarras, un levantamiento morisco que se había iniciado a finales de ese mismo año en Granada.
Falleció en Caniles, Granada, el 25 de febrero de 1570, en el asalto del castillo de Serón, Almería, en donde había quedado gravemente herido una semana antes. Su viuda, Magdalena de Ulloa, trasladó su cadáver a Villagarcía de Campos en 1572, en donde quedó finalmente enterrado en la nueva Colegiata de San Luis, construida precisamente gracias al mecenazgo del matrimonio. El fallecimiento de Quijada fue muy sentido por Juan de Austria, que le consideraba como un padre y que mantuvo relación con la viuda, visitándola con frecuencia, especialmente antes de sus viajes.
Fue sucedido al frente del Señorío de Villargarcía por su primo Juan de Ocampo, al carecer Luis de Quijada de descendencia.